# Oostelijk Gebergte
Het Oostelijk Gebergte (Russisch: Восточный хребет; Vostotsjny chrebet) is een gebergte op het oostelijke deel van het Russische schiereiland Kamtsjatka. Het gebergte is ongeveer 600 kilometer lang en 60 kilometer breed en is gemiddeld 1200 tot 1400 meter hoog. Het Oostelijk Gebergte telt meerdere ketens en heeft steile westhellingen en meer geleidelijk aflopende oosthellingen. De hoogste pieken overstijgen de 2000 meter echter; de Kizimen (2485 meter), Sjisj (2346 meter) en de Bakening (2277 meter). Het gebergte bestaat uit de bergketens Ganalski, Valaginski, Toemrok en Koemrotsj.

## Indeling en geologie
In het zuidelijke deel bevindt zich de Ganalskirug, die bestaat uit een bergachtig massief met een 2277 meter hoge getekende bergkam, die bestaat uit een complex van gneisen en kristaliene gnisten uit het Proterozoïcum en Vroeg-Paleozoïcum, alsook granietgesteenten en uitvloeiingsgesteenten uit latere perioden. De hoofdketen is ontstaan uit Kenozoïsche vouwen uit het Oost-Kamtsjatkaans anticlinorium en bestaat uit een complex van sedimentaire en vulkanische rotssteen (basalt en tufsteen) uit het Laat-Krijt.
Op de plek waar de Valaginskirug en de Toemrokrug elkaar raken, doorkruist de Oost-Kamtsjatkaanse zone van vulkanische activiteit het gebergte. In het noordelijke deel bevindt zich de Koemrotsjrug, die doorsneden wordt door de rivier de Kamtsjatka en waar de vulkaan de Sjisj (2346 meter) zich bevindt.
Ten oosten van het gebergte bevindt zich het afzonderlijke Gamtsjengebergte, waar de vulkanen Gamtsjen en Komarova zich bevinden.

## Vegetatie en rivieren
De hellingen van het gebergte zijn bedekt met parkbos en struikland met vooral elzen, Ermans berken, Siberische dwergdennen en rododendrons.
In het gebergte ontspringen verschillende rivieren. De grootste rivieren wateren af op de Kamtsjatkarivier; de Tolbatsjik, Sjtsjapina, Kitilgina en de Kavytsja. Andere rivieren monden uit op de Golf van Kamtsjatka (Andranovka, Storozj en Malaja Tsjazjma), de Kronotskigolf (Bogatsjovka, Kronotskaja en Zjoepanova) en de Avatsjabaai (Malytsjeva en Avatsja).